# Нуллер, Юрий Львович
Юрий Львович Нуллер (28 августа 1929, Париж — 10 ноября 2003, Санкт-Петербург) — российский врач-психиатр, психофармаколог, доктор медицинских наук, профессор, автор книг и монографий. Посвятил много лет исследованию феномена тревоги.

## Биография
Отец Юрия, Лев Моисеевич Нуллер, работавший в посольстве СССР во Франции, был отозван на Родину в 1938 году и по сталинским спискам расстрелян НКВД. Позднее сам Юрий был обвинён в том, что проживая в Париже, в трёхлетнем возрасте был завербован французскими спецслужбами.
В мае 1950 года он был отправлен на Колыму отбывать 10-летний срок по статье 58-10. Благодаря оттепели, в 1955 году Юрий Нуллер вышел на свободу и в 1959 году окончил Первый Ленинградский медицинский институт.
После нескольких месяцев работы в Свирской больнице, располагавшейся в стенах мужского Александро-Свирского монастыря и бывшего Свирлага, назначен заведующим острого психиатрического отделения, через два года — зачислен в аспирантуру Института им. В. М. Бехтерева. В 1965 году им защищена кандидатская диссертация, «Методика клинического испытания антидепрессантов и её применение при исследовании хлорацизина и фенилэтилгидразина», в 1973 — диссертация на соискание учёной степени доктора медицинских наук «Клинические исследования антидепрессантов». Кроме того, Юрий Нуллер интересовался лечением синдрома деперсонализации — дереализации, для коррекции дереализационной и деперсонализационной симптоматики предлагал использовать антагонист опиоидных рецепторов налоксон.
После распада СССР Юрием Нуллером совместно с Владимиром Точиловым была учреждена Санкт-петербургская психиатрическая ассоциация:217.
Юрий Нуллер стал автором более 130 научных работ, в том числе двух книг, одна из которых посвящена депрессии и деперсонализации, где описываются в том числе разработанные им методы лечения этого расстройства. Под его руководством было защищено 5 кандидатских и 2 докторские диссертации. На протяжении 12 лет он возглавлял отделение клинических и экспериментальных исследований новых психотропных средств НИПНИ им. В. М. Бехтерева.